# Taiszewo (rejon mieczetliński)
Taiszewo (ros. Таишево) – wieś (dieriewnia) w Rosji, w Baszkortostanie, w rejonie mieczetlińskim. W 2010 liczyła 343 mieszkańców.